# Фаццини, Перикле

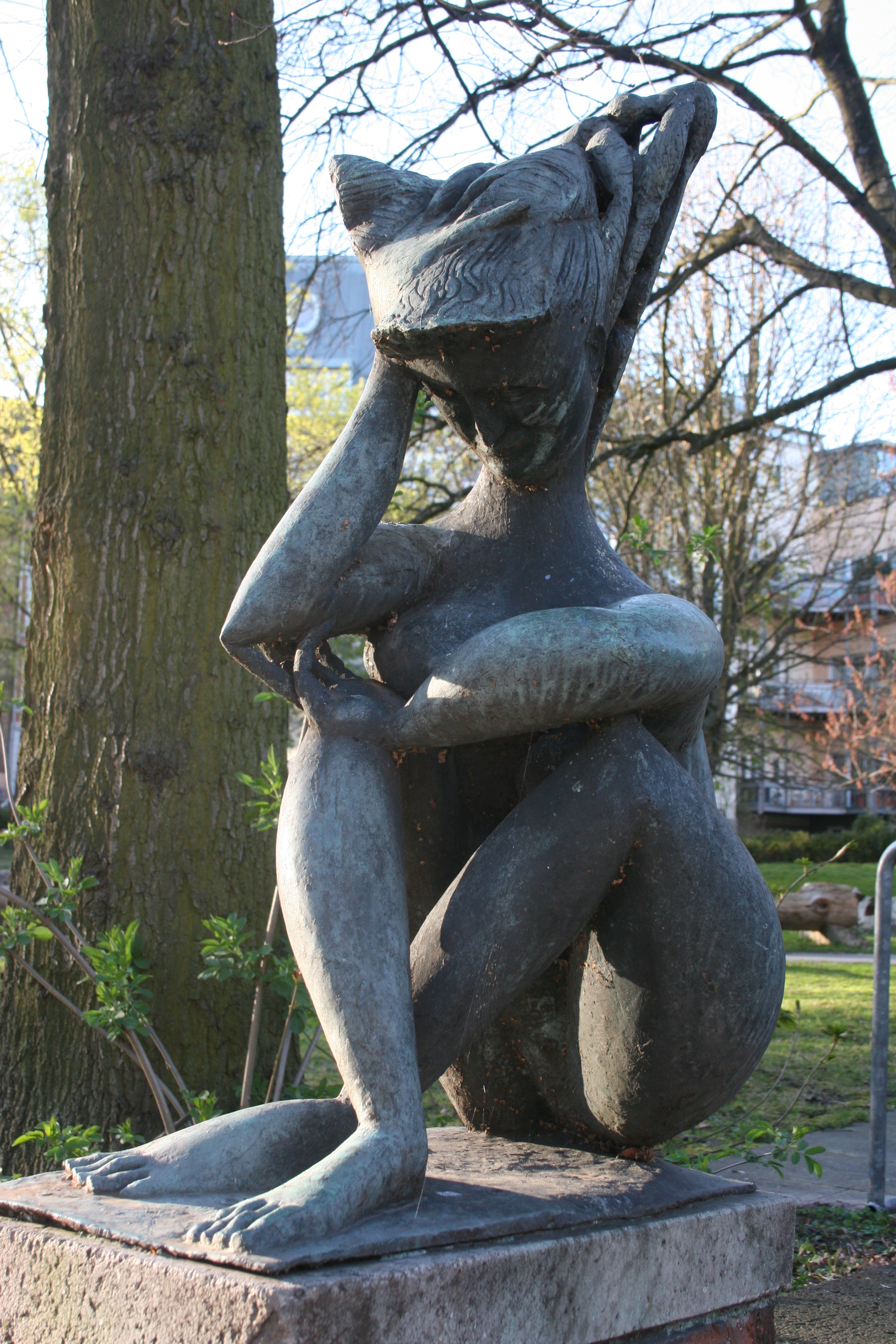
П.Фаццини Сивилла (1959)

Пе́рикле Фацци́ни (итал. Pericle Fazzini; 4 мая 1913, Гроттаммаре — 4 декабря 1987, Рим) — итальянский скульптор, один из крупнейших представителей итальянского модернизма в период после Второй мировой войны.

## Жизнь и творчество
Перикле Фаццини был сыном столяра и первым его профессиональным образованием было ученичество в мастерской отца. Уже в это время он начал создавать скульптуры. В 1929 году он уехал в Рим, чтобы изучать искусство. В столице Италии Фаццини посещал курсы рисования при Римской академии, где учился портретной живописи. В 1932 году он был удостоен национальной стипендии. Многие ранние работы скульптора — преимущественно из дерева — изображают движущиеся против ветра, борющиеся с ним фигуры. Более поздние, монументальные произведения из металла, также зачастую созданы в этой специфической форме. Известный итальянский поэт Джузеппе Унгаретти называл П. Фаццини Скульптором ветра.
В 1935 году Фаццини познакомился с Артуро Мартини, ставшим его учителем. В 1937—1952 годах Фаццини и сам преподавал при римском Художественно-индустриальном музее. Первая его персональная выставка состоялась в 1943 году в галерее Ла Маргерита в Риме. В 1945 году он стал — вместе с Ренато Гуттузо, Антонио Корпора и несколькими другими художниками — соучредителем группы Нео-кубиста. В 1940-е годы скульптор создал небольшие, скрюченные бронзовые скульптуры, изображающие танцующих, акробатов и кошек. В 1947 году он стал членом Нового художественного фронта. В 1954 году Фаццини получил приз на биеннале в Венеции. В 1955—1959 годах он — профессор Флорентийской академии, и с 1958 — Римской академии. В 1959 году скульптор принял участие в выставке современного искусства documenta II в Касселе. Участник многочисленных художественных выставок и биеннале.

## Галерея
- Работы Перикле Фаццини